# صوفه (روستا)
 صوفیه  به عربی ( الُصوفیة )، روستایی است در دهستان مُسْتبا از توابع استان حَجّه در کشور یمن در شبه جزیره عربستان.

## جمعیت
جمعیت آن ( ۱۰۰) نفر (۹ خانوار) می‌باشد.